# Le Formiche (Ponza)
Le Formiche formano un gruppo di scogli affioranti appartenente all'arcipelago delle isole Pontine, nel Lazio.
Si trovano nei pressi della parte sud-orientale dell'isola di Ponza e sono uno dei punto più interessanti dell'isola per le immersioni: ci sono canaloni a 30 metri di profondità che si affacciano su una sporgenza che digrada fino a oltre 50 metri, e da un sifone si accede a una piccola grotta dall'accesso a -18 m s.l.m.
La particolare disposizione degli scogli, allineati come una fila di formiche in marcia, pare essere all'origine del toponimo.
Amministrativamente appartengono a Ponza, comune italiano della provincia di Latina.

## Fauna e flora
Le Formiche danno rifugio a varie specie, in particolare cernie (Epinephelus) e murene (Muraena helena), e sono numerose le gorgonie, le claveline (Clavelina lepadiformis), le spugne, i parazoanti (Parazoanthus axinellae), gli astroidi (Astroides calycularis) e il falso corallo (Myriapora truncata).
Sono presenti inoltre lo scorfano rosso (Scorpaena scrofa), la musdea bianca (Phycis blennoides) e a quote minori si trovano stelle pentagono (Peltaster placenta) e stelle rosse (Echinaster sepositus).
Scendendo ancora, nei pressi del fondale si trovano scorfanotti (Scorpaena notata), aragoste (Palinurus elephas) e le castagnole nere (Chromis chromis).